# Sin pelos en la lengua
Sin Pelos en la Lengua es el tercer disco de estudio del cantautor español José Córdoba, encarnando su personaje del Chivi.

## Canciones
1. De Cantautor A Pornoautor
2. Todo Queda En Casa
3. Prensa Rosa
4. Gloria Y Yo
5. He Vuelto
6. Sexo En La Tercera Edad
7. Juegos De Dos
8. Nuevo Catecismo
9. Tu Esclavo
10. Desideratum
11. ¡Que Me Pasa Doctor!
12. ¡Que Pinto Yo!
13. Pepa
14. Canción De Cuna Para Una Felación
15. Gastronomía
16. ¡Hey Chaval!
17. Tiene Pelotas
18. Compra & Venta
19. Las Chicas Del Holly
20. El Cielo No Es Para Mi
21. Testimonios
22. Una Canción Bajo Su Toga
23. Villancico Rumbero
24. Amigos

- Datos: Q6129017